# Personnages de Kingdom Hearts
Kingdom Hearts est une série de jeux de rôle d'action développés et publiés par Square Enix. C'est le fruit d'une collaboration entre Square Enix et Disney Interactive Studios. Kingdom Hearts est un mélange de divers décors Disney basé sur un univers créé spécialement pour la série. La série comprend un mélange de personnages connus de Disney, Final Fantasy, The World Ends With You et Pixar, ainsi que plusieurs nouveaux personnages conçus par Tetsuya Nomura. En outre, son casting est composé des voix de nombreux acteurs officiels de personnages de Disney.
La série est centrée sur la recherche par Sora de ses amis et ses rencontres avec divers personnages de Disney et de Final Fantasy. Les joueurs contrôlent principalement Sora, bien que de nombreux personnages rejoignent le groupe de Sora en tant que membres contrôlés par ordinateur. La majorité des personnages ont été introduits dans le 1er jeu Kingdom Hearts. Les versements ultérieurs ont mis en vedette plusieurs nouveaux personnages originaux, Disney et Final Fantasy, tandis que l'opus Dream Drop Distance présente les personnages de The World Ends with You de Square Enix, et Kingdom Hearts III présentera les personnages de la série Toy Story et Monstres & Cie de Pixar.
Différents types de marchandises à l'image des personnages ont été produits, notamment des figurines et des bijoux. Les personnages ont été salués par plusieurs sites de jeux vidéo et magazines pour la qualité de leur style. Les commentaires ont porté sur la présentation précise des personnages Disney, le style visuel unique des personnages Square Enix, la façon dont tous les personnages se mélangent et les performances de qualité constante des acteurs vocaux.

## Création & Influences
La série Kingdom Hearts est dirigée par Tetsuya Nomura, le créateur des personnages des jeux. Nomura a déclaré que contrairement aux autres personnages de Final Fantasy, garder le personnage principal Sora en vie et le rendre intéressant au fil de plusieurs jeux était un défi. Il a également déclaré que bien que beaucoup de personnages de Disney ne soient généralement pas sombres et sérieux, ils ne présentaient pas beaucoup de difficultés pour l'Histoire, et malgré cela, leurs personnalités brillaient parce qu'elles conservaient leurs propres caractéristiques. Bien que Disney ait donné à Nomura la liberté dans les personnages et les Mondes utilisés pour les jeux, lui et son personnel ont essayé de rester dans les rôles établis des personnages et des frontières des Mondes. En décidant des Mondes à inclure dans le jeu, l'équipe de développement a essayé de prendre en compte les Mondes avec des personnages de Disney qui seraient intéressants.
L'inclusion de personnages spécifiques de Final Fantasy était basée sur les opinions des fans et du personnel de développement. Un autre critère d’inclusion était de savoir si le personnel pensait que les personnages s’intégreraient dans le Scénario et dans l’Univers de Kingdom Hearts. Nomura hésitait à utiliser des personnages qu’il n’avait pas conçus car il n’était pas familiarisé avec l’arrière-plan de ces personnages. Pour Kingdom Hearts II, il a changé d'avis après avoir reçu des pressions de son personnel. Tout au long du développement des jeux, Nomura a souvent laissé certains événements et relations entre des personnages inexpliqués jusqu'à la sortie des futurs jeux. C'est ce que Nomura a fait parce qu'il estime que les jeux devraient avoir la possibilité de laisser les fans spéculer et utiliser leur imagination. Il a déclaré qu'avec la spéculation, même si un jeu peut devenir vieux, les gens peuvent toujours en être satisfaits.

## Personnages originaux

### Principaux Personnages Jouables

#### Sora
Sora est le héros de la série Kingdom Hearts, ainsi qu'un élu de la Keyblade. Vivant sur les Îles du Destin avec ses meilleurs amis Riku et Kairi, il voulait quitter son monde avec eux, à l'aide d'un radeau, et en découvrir d'autres. Toutefois, la nuit avant leur départ, l'île fut attaquée par les Sans-cœur, qui détruisirent le cœur de ce monde.
Son nom (空) signifie "Ciel" en japonais.

#### Riku
Meilleur ami et rival de Sora, Riku vivait avec lui depuis toujours sur les Îles du Destin. Il succomba par le passé aux Ténèbres, mais les a depuis surmontées et les utilise maintenant tout autant que la Lumière.
Son nom (陸) signifie "Terre Ferme" en japonais.

#### Roxas
Roxas est le treizième membre de l'Organisation XIII. Il causa la surprise générale à la sortie de Kingdom Hearts II, car il est contrôlé au début du jeu à la place de Sora. Ce remplacement s'explique par le fait que Roxas soit le Simili de ce dernier. Comme son original, il maîtrise la Keyblade, d'où son surnom de "La Clé du Destin".
Il naquit lorsque Sora fut changé en Sans-cœur lors des évènements de la Forteresse Oubliée, au même instant que Naminé. Malgré la restauration de la mémoire de Sora aux mains de cette dernière, Roxas continua d'exister, sans réaliser la présence du maître de la Keyblade pendant la majeure partie de sa vie.
Roxas était aussi le mystérieux garçon en noir dans les vidéos « Another Side, Another Story » et « Deep Dive ».
Dans Kingdom Hearts: 358/2 Days, Roxas est le personnage principal. Cet opus a lieu durant la période allant de la naissance de Roxas à sa capture par Riku et DiZ et son intégration à la Cité du Crépuscule virtuelle.

#### Terra
Terra est un protagoniste et un personnage jouable dans Kingdom Hearts: Birth by Sleep, élève prodige de Maître Eraqus et ami de Ventus et Aqua. Spécialisé dans la force brute, cet apprenti Maître de la Keyblade est très attaché à ses deux amis. Son nom signifie "Terre" en latin, montrant un lien avec Riku, à qui il a transmis le pouvoir de la Keyblade.

#### Ventus
Ventus, aussi appelé Ven, est un protagoniste et un personnage jouable dans Kingdom Hearts: Birth by Sleep. Plus jeune apprenti de Maître Eraqus, Ven a la particularité de tenir sa Keyblade à l'envers, lui donnant un style d'attaque particulier. Son domaine de prédilection est la vitesse. Son nom complet, Ventus signifie "Vent" en latin. Comme Sora, il se lie facilement d'amitié avec les habitants des différents mondes qu'il visite.

#### Aqua
Aqua est une protagoniste apparaissant pour la première fois dans Kingdom Hearts: Birth by Sleep. Elle est la meilleure amie de Terra et Ventus. Son domaine de prédilection est la magie. C'est une élève sérieuse et courageuse de Maître Eraqus, avec un vrai sens de l'honneur. Elle n'hésite pas à tout faire pour aider ses amis.
Son nom signifie "Eau" en Latin, impliquant un lien avec Kairi.

### Autres Personnages

#### Kairi
Kairi est une jeune fille vivant dans le monde des Îles du Destin avec ses amis Sora, Riku, Selphie, Wakka et Tidus. Elle avait 14 ans au début de Kingdom Hearts, et en a 15 dans Kingdom Hearts II. Elle est l'une des sept Princesses de cœur et essaye de suivre Sora et Riku dans leurs aventures bien qu'elle soit souvent mise de côté.
La syllabe "Kai" de son nom signifie "Océan" en japonais.

##### Maître Xehanort
Ancien camarade de Maître Eraqus, Maître Xehanort est un maître de la Keyblade surpuissant et respecté. Estimant que les Ténèbres ne doivent pas être rejetées, mais utilisées, sa plus grande ambition est de comprendre les événements qui ont précédé et suivi la Guerre des Keyblades, afin de la reproduire. Son but ultime est d'acquérir le pouvoir de Kingdom Hearts et de son antithèse, la χ-blade.
Grâce à ses incarnations diverses, il est responsable de l'ensemble des évènements majeurs des Chroniques du Chercheur des Ténèbres, le premier arc de la série.

#### Xehanort
Terra-Xehanort (ou Terranort) est l'être surpuissant qui fut créé lorsque Maître Xehanort força son cœur à l'intérieur de Terra. Malgré cela, il fut incapable de vaincre Aqua, et devint amnésique après sa défaite. Il ne se rappela que de son nom : Xehanort, et fut recueilli par Ansem le Sage, qui en fit son apprenti.
Des années plus tard, et après avoir usurpé l'identité et le nom d'Ansem, les recherches de Xehanort ont abouti à la création des Sans-cœur de type Emblème, des Simili et de l’Organisation XIII. Ainsi, en tant qu'incarnation du Xehanort d'origine, cet être est, avec son Sans-cœur et son Simili, responsable d'une grande partie des conflits présents dans la série.

##### Ansem, le Chercheur des Ténèbres
Se faisant appeler "Ansem, le Chercheur des Ténèbres", cet homme qui domine l'obscurité est en réalité le Sans-cœur de Xehanort. Il est l’antagoniste principal de Kingdom Hearts et l’un des antagonistes principaux de l’histoire de Riku dans Kingdom Hearts: Chain of Memories. Sa véritable identité a été dévoilée dans Kingdom Hearts II, lors des évènements de la Forteresse Oubliée.

##### Xemnas
Leader de l'Organisation XIII et Simili de Xehanort, Xemnas est le souverain d’Illusiopolis, ainsi que l’antagoniste principal dans Kingdom Hearts II.
Malgré le fait que son véritable nom soit Xehanort, il utilisa une anagramme du nom de son mentor, Ansem le Sage, ayant volé ce nom avant d’être transformé en Sans-cœur.

##### Jeune Xehanort
Le Jeune Xehanort, désigné également en tant qu'Inconnu, est l'un des boss secrets de Kingdom Hearts: Birth by Sleep et l'antagoniste principal de Kingdom Hearts 3D: Dream Drop Distance. Il est lié à Maître Xehanort et semble faire ce qu'il faut pour que le retour de ce dernier se fasse sans problèmes.

#### Naminé
Naminé est le Simili de Kairi, et possède le pouvoir de manipuler les souvenirs de Sora et de ceux qui lui sont liés, ce qui lui a valu son surnom de "Sorcière". Elle est apparue pour la première fois dans Kingdom Hearts: Chain of Memories, où elle tient un rôle central.
La partie "Nami" dans son nom signifie "Vague" en japonais, impliquant sa nature par rapport à Kairi.

#### Organisation XIII
L'Organisation XIII, parfois simplement nommée l'Organisation, est un groupe de treize Similis supérieurs dont le but est de redevenir entier, en regagnant un cœur grâce au Kingdom Hearts. Le groupe a été créé par les Similis des six assistants d'Ansem le Sage, et est dirigé par Xemnas. Malgré son nom, l'Organisation possède en réalité un quatorzième membre, Xion.
Servant d'antagonistes majeurs tout au long de la série, l'Organisation XIII apparaît pour la première fois dans Kingdom Hearts: Final Mix, bien que le groupe n'est formellement introduit que dans Kingdom Hearts: Chain of Memories. Le jeu Kingdom Hearts: 358/2 Days est centré sur eux, et permet de jouer avec tous les membres.
À l'instar des Similis inférieurs, il est dit que les membres de l'Organisation ne sont pas capables d'avoir des émotions propres, ou de ressentir quoi que ce soit. Chaque membre est conscient de situation, ce qui explique l'objectif principal du groupe, et donc leur volonté de compléter Kingdom Hearts.
Cependant, il est révélé dans Kingdom Hearts 3D: Dream Drop Distance que Xemnas et Xigbar ont menti au reste du groupe, concernant leur nature et leur réelle mission. En effet, au fil du temps, un membre de l'Organisation est capable de regagner un cœur et des émotions par lui-même, comme en fut presque capable Roxas au moment de sa disparition. Le véritable but de l'Organisation XIII était donc de recruter de potentiels réceptacles "vides" pour le cœur de Maître Xehanort, afin qu'il puisse poursuivre ses propres objectifs et former la Véritable Organisation XIII.
- Xigbar est le deuxième membre de l’Organisation XIII. De ce fait, il est l'un des membres les plus anciens du groupe. Il a déjà rencontré par le passé d'autres maîtres de la Keyblade, et ira même jusqu'à dire à Sora qu'il est l'un des plus faibles qu'il ait croisé. Il porte notamment de nombreuses cicatrices sur le visage, infligées par Terra, alors que Xigbar était encore humain. C'est une personne antipathique, impulsive voire odieuse. Avant de devenir Simili, il était Braig, l’un des anciens apprentis d’Ansem le Sage. Il fut transformé en Sans-cœur lorsque lui et les autres élèves soumirent leur cœur aux Ténèbres. Braig est l'un des apprentis d'Ansem le Sage et l'humain dont est issu Xigbar. Il est l'un des principaux antagonistes de Kingdom Hearts: Birth by Sleep. Faisant son retour dans Kingdom Hearts : Dream Drop Distance, en tant que membre de la Vrai Organisation XIII et dans Kingdom Hearts III, apparaissant à Thèbes cherchant à attirer Sora vers les Ténèbres, il est vaincu à la Nécropole des Keyblades, cependant dans l'épilogue, il est révélé qu'il est en réalité Luxu (du moins son cœur, ayant migrer d’hôte en hôte afin de remplir sa mission), sa mission étant enfin accomplie, il réunit les autres Oracles (hormis Ava qui a accompli sa mission elle aussi selon Luxu) autour de la boîte noire confier par le Maître des maîtres.
- Troisième membre de l’Organisation XIII, Xaldin est manipulateur et travaille en solitaire avec un grand sens du professionnalisme. Xaldin fut originellement l’un des apprentis d’Ansem le Sage, un dénommé Dilan, mais fut transformé en Sans-cœur quand lui et les autres apprentis eurent soumis leurs cœurs aux Ténèbres. Avec Aeleus, Even, Braig, Ienzo et Xehanort, Dilan est l'un des six assistants d'Ansem le Sage. Après avoir perdu son cœur à la suite d'expériences malsaines, il engendra Xaldin, Numéro III de l'Organisation XIII.
- Quatrième membre de l’Organisation XIII et Simili d'Even, Vexen est celui qui a gardé le plus d’intérêt pour la science. C'est lui qui créa Néo Riku après avoir récupéré des données du véritable Riku. Vexen était le membre ayant le rang le plus élevé de l’Organisation au Manoir Oblivion, mais ironiquement, il fut aussi le premier membre de l’Organisation à être éliminé. Even est l'un des six assistants d'Ansem le Sage et l'humain dont est issu Vexen.
- Cinquième membre de l’Organisation XIII et Simili d'Aeleus, Lexaeus est le plus silencieux parmi eux, exécutant les ordres sans les remettre en question. Malgré sa façon violente de se battre, il est un conspirateur qui met priorité à la discipline. Il fit partie des membres qui essayaient d'enrailler la trahison des néophytes, au Manoir Oblivion. Aeleus est l'un des six assistants d'Ansem le Sage et l'humain dont est issu Lexaeus.
- Sixième membre de l’Organisation XIII et Simili d'Ienzo, Zexion est certainement le plus mystérieux d’entre eux. Il faisait partie des membres supérieurs du Manoir Oblivion, en tension avec les néophytes. Il contribuait lui aussi au plan visant à utiliser Riku pour combattre Sora. Contrairement à la plupart des membres de l’Organisation, l’arme de Zexion fut pendant un moment inconnue, car il utilisait ses talents hors du combat. Son arme a été finalement révélée dans Kingdom Hearts II: Final Mix et Re: Chain of Memories comme étant un Lexique. Ienzo est le sixième et dernier apprenti d'Ansem le Sage, qui l'a pris sous son aile, à la suite de la mort de ses parents. Il est également l'être complet dont est issu Zexion.
- Saïx est le septième membre de l’Organisation XIII et le premier membre n’ayant pas été élève d’Ansem le Sage à la rejoindre. Issu d'Isa, il est considéré comme étant le bras droit de Xemnas. Isa est l'humain dont est issu Saïx. C'est l'ami de Lea, même s'il se moque parfois de ce dernier.
- Huitième membre de l'Organisation XIII et Simili de Lea, Axel est l'un des membres les plus actifs du groupe, mais aussi le mentor et meilleur ami de Roxas, le Simili de Sora, lorsqu'il faisait partie de l'Organisation. Lea est l'humain dont est issu Axel. Bien avant de perdre son cœur, il vivait au Jardin Radieux et échafaudait des plans avec son ami Isa, l'être d'origine de Saïx. Apparaissant comme un adolescent dans Kingdom Hearts: Birth by Sleep, il revient en tant qu'adulte dans Kingdom Hearts 3D: Dream Drop Distance après avoir récupéré son cœur.
- Neuvième membre de l'Organisation XIII, Demyx n'a pas une grande influence dans le groupe et ne montre pas de grandes capacités au combat. C'est un Simili au caractère intrépide, très paresseux, jeune, excentrique dans sa manière d'être, prenant parfois ses missions à la légère, ses missions étant avant tout des missions de recherche pour glaner des informations utiles à l'Organisation XIII. Celui que l'on surnomme "Mélopée Nocturne" doit son nom à son arme peu banale : un instrument de musique, un sitar avec lequel il manipule les forces aquatiques.
- Dixième membre de l’Organisation XIII, Luxord considère le combat comme un jeu. À l'aide de son élément, le temps, et des cartes qui lui servent d'armes, il embarque ses ennemis dans une partie où l'on joue sa vie. Il est patient, réfléchi, fin stratège puisqu'adepte des plans complexes pour parvenir à ses fins, et sait manipuler et troubler le cœur de ses ennemis. Il aime par-dessus tout les jeux et prend un malin plaisir à transformer ses adversaires en cartes à jouer ou encore en dé.
- Onzième membre de l’Organisation XIII, Marluxia est le seigneur du Manoir Oblivion, ainsi que l’antagoniste principal de l’histoire de Sora dans Kingdom Hearts: Chain of Memories. Originellement découvert par deux membres supérieurs, le numéro XI est le cerveau de la rébellion interne de l’Organisation. Selon la chronologie de Kingdom Hearts, son être complet serait Lauriam apparaissant dans Kingdom Hearts: Union χ [Cross].
- Douzième membre de l’Organisation XIII, Larxene est la plus sadique d'entre eux. Elle aime se moquer des autres, ou les voir souffrir. Avant l’introduction de Xion, le quatorzième membre, Larxene était la seule femme de l’Organisation. Selon la chronologie de Kingdom Hearts, son être complet serait Elrena apparaissant dans Kingdom Hearts: Union χ [Cross].
- Xion est le numéro XIV de l'Organisation XIII et est l'un des personnages principaux du jeu Kingdom Hearts: 358/2 Days. Amie de Roxas et Axel, Xion n'est pas réellement un Simili, mais une Réplique créée par l'Organisation à partir de Roxas, et est donc une copie indirecte de Sora. Faisant partie du Programme de reproduction, à l'instar de Néo Riku, elle n'est pas considérée par la majorité des membres de l'Organisation comme l'une des leurs, d'où le fait qu'il n'y ait pas d'"Organisation XIV" et qu'il n'y a toujours eu que 13 sièges dans la Salle du Conseil.

#### Néo Riku
Néo Riku est une réplique de Riku créée à partir des données Riku. Marluxia, voyant une bonne occasion pour pouvoir manipuler Sora, il ordonne à Naminé de réécrire ses souvenirs. Néo Riku est alors persuadé qu'il est le véritable Riku. Il jura également de protéger Naminé, et voit en Sora une menace. À la fin de Chain of Memories", Sora le convainc qu'il a ses propres souvenirs, et Néo Riku commença à devenir gentil.

#### Vanitas
Vanitas, nommé pendant une bonne partie du jeu le Garçon Masqué, est l'un des antagonistes principaux de Kingdom Hearts: Birth by Sleep. Apprenti de Maître Xehanort, il a été créé lorsque ce dernier a mutilé le cœur de Ventus, et possède ainsi un cœur de pures Ténèbres. De ce fait, il est aussi à l'origine des Nescients.

#### Ansem le Sage
Ansem le Sage était le souverain du Jardin Radieux, avant que celui-ci ne devienne la Forteresse Oubliée. Il passait la majeure partie de son temps dans son bureau à étudier les mystères du cœur. Après avoir été plongé dans les Ténèbres par ses assistants, il prit le pseudonyme de DiZ (Darkness in Zero), et se jura d'obtenir vengeance sur ses anciens élèves.

#### Riku Obscur
Riku Obscur est un personnage apparaissant dans Kingdom Hearts III. Il s'agit en fait d'une réplique de Néo Riku, avant qu'il ne devienne gentil. Le Jeune Xehanort est allé récupérer son cœur dans le passé, et l'as mis dans un réceptacle, afin d'en faire un membre de la Véritable Organisation XIII.

#### Hayner, Pence & Olette
- Garçon vivant à la Cité du Crépuscule, Hayner a un caractère impulsif. Une fois qu'il a une idée en tête, rien ne peut l'arrêter. Pence et Olette le suivent quoi qu'il arrive. Il fait partie du trio d'amis de Roxas dans la Cité virtuelle, et y a un rôle de leader, rôle qu'il dispute plus ou moins avec Roxas. Il semble y avoir une mésentente entre Hayner et Seifer.
- Un garçon vivant à la Cité du Crépuscule, Pence est toujours avec Hayner et Olette. Il est de nature calme et posée, toujours à prendre son temps pour aborder les problèmes avec réflexion et sang-froid. Il aime passer du temps avec ses amis, surtout lorsqu'il y a de la glace à l'eau de mer. C'est aussi un passionné de photo et un expert en informatique.
- Une fille vivant à la Cité du Crépuscule, Olette passe la majeure partie de son temps avec Hayner et Pence. Elle est du genre à s'occuper d'eux et vérifie que les devoirs de vacances sont terminés ; elle tient le rôle de la personne mature qui est là pour ramener le groupe au bon sens et à la droiture. Elle aime faire du shopping et regarder le coucher du soleil avec ses amis.

#### Maître Eraqus
Maître Eraqus est le maître de Terra, Ven et Aqua. Grand maître de la Keyblade et gardien de la Contrée du Départ, il est aussi l'ami et ancien condisciple de Maître Xehanort, qui lui rendit visite le jour de l'Examen du Symbole de Maîtrisede ses deux élèves les plus expérimentés.

#### Yozora
D'abord présenté comme un personnage issu d'un jeu vidéo dans le monde du Coffre aux Jouets, Yozora se révèle être une vraie personne. En effet, dans la scène secrète de Kingdom Hearts III, on voit Riku se réveiller dans une étrange ville, et Yozora l'observe du haut d'un toit.

#### Oracles
Les Oracles, parfois appelés Prophètes, sont 7 Porteurs de la Keyblade, un Maître et ses 6 apprentis, dont 5 d'entre eux ont reçu des exemplaires du Livre des Prophéties ont fondé les Unions, dont les symboles sont basés sur leurs masques d'animaux respectifs.
- Le "Maître des Maîtres" est un personnage apparaissant dans Kingdom Hearts: χ [chi]. Puissant maître de la Keyblade, il est celui qui a enseigné aux Oracles et à Luxu, mais aussi le créateur des Chirithy. Excentrique, voire étrange, il en sait bien plus sur le futur qu'il ne le prétend. Cependant, il finit par disparaître, emportant avec lui les réponses aux divers mystères qu'il a laissé derrière lui...
- Ira, surnommé le "Fidèle", est l'un des cinq Oracles possédant un Livre des Prophéties. Leader de l'Union Unicornis, il est également celui qui dirige le groupe des Oracles, depuis la disparition de leur maître. D'un naturel sérieux, il prend son rôle très à cœur, et est déterminé à identifier le traitre...
- Invi, surnommée la "Vertueuse", est l'une des cinq Oracles possédant un Livre des Prophéties. Leader de l'Union Anguis, elle est réputée juste, et tient souvent le rôle de conseillère et de médiatrice au sein des Oracles. Souhaitant préserver l'équilibre à tout prix, Invi se montre tout autant capable d'agir que de réfléchir, dans toutes les situations possibles.
- Aced, surnommé l'"Intrépide", est l'un des cinq Oracles possédant un Livre des Prophéties. Leader de l'Union Ursus, il se laisse facilement aller à ses émotions, ce qui finit par provoquer des tensions entre lui et ses camarades. Malgré son fort caractère, il souhaite à tout prix arrêter les menaces prédites par son Livre, même si cela le force à prendre des mesures extrêmes...
- Ava, surnommée la "Prudente", est l'une des cinq Oracles possédant un Livre des Prophéties. Leader de l'Union Vulpes, elle est la plus jeune, mais aussi la plus douce des Oracles. Son importance finit par transcender les Unions elles-mêmes, puisqu'elle met en place le groupe des Dents-de-lion en vue de la terrible guerre à venir...
- Gula, surnommé l'"Impassible", est l'un des cinq Oracles possédant un Livre des Prophéties. Leader de l'Union Leopardus, il est d'un naturel solitaire, et reste souvent à l'écart de ses camarades. Contrairement à ce qu'il prétend, il semble en avoir beaucoup plus que les autres sur les tensions entre les Unions, ainsi que sur le mystérieux traître.
- Luxu est un personnage apparaissant dans Kingdom Hearts: χ [chi]. Ce Maître de la Keyblade est le sixième apprenti du "Maître des Maîtres", celui qui n'a jamais reçu un Livre des Prophéties. À l'instar de son maître, il a disparu pendant longtemps afin de remplir une mission bien particulière. Dans l'épilogue de Kingdom Hearts III, il est révélé que son cœur a migré d'hôte en hôte et son corps actuel étant celui de Xigbar.

#### Dents-de-Lion
Les Dents-de-Lion sont un groupe de personnages apparaissant dans Kingdom Hearts: χ [chi]. Groupe spécial de porteurs de la Keyblade, il a été fondé par l'Oracle Ava, sous les ordres du Maître des Maîtres. Afin de sauver la Lumière de la terrible guerre à venir, ces guerriers ont été envoyés dans un autre endroit - "Unchained" - afin d'échapper au destin funeste qui attend les autres porteurs.
- Ephemer est un personnage apparaissant dans Kingdom Hearts: χ [chi]. Puissant guerrier de la Keyblade appartenant à une Union rivale, Ephemer est le premier à se douter que quelque chose ne va pas avec les Unions, et décide donc de découvrir la vérité. Sa rencontre avec le Joueur va lui offrir les dernières pièces manquantes du puzzle, et lui permettre de découvrir la terrible vérité... Par la suite, il va devenir un acteur clé de cette vérité, grâce à l'Oracle Ava.
- Skuld est un personnage apparaissant dans Kingdom Hearts: χ [chi]. Elle est une guerrière de la Keyblade, qui apparaît devant le Joueur à la Ville de l'Aube. Elle fait partie de la même Union que Ephemer.
- Brain est un personnage apparaissant dans Kingdom Hearts: Union χ [Cross]. Guerrier de la Keyblade énigmatique, il fut choisi par le Maître des Maîtres pour devenir l'un des nouveaux leaders d'Union, après la Guerre des Keyblades
- Strelitzia est un personnage apparaissant dans Kingdom Hearts: Union χ [Cross]. Guerrière de la Keyblade solitaire, elle était censée devenir le cinquième et dernier leader d'Union, après la Guerre des Keyblades. Cependant, elle n'eut jamais la chance de réaliser son rôle, car elle s'est faite tué par quelqu'un (qui se révèlera plus tard être Ventus possédé par les ténèbres)
- Lauriam est un personnage apparaissant dans Kingdom Hearts: Union χ [Cross]. Guerrier de la Keyblade mystérieux, il fut choisi par le Maître des Maîtres pour devenir l'un des nouveaux leaders d'Union, après la Guerre des Keyblades. Il est l'humain dont est issu Marluxia.
- Elrena est un personnage apparaissant dans Kingdom Hearts: Union χ [Cross]. On ignore presque tout d'elle, sauf le fait qu'elle était amie avec Strelitzia. Elle est l'humaine dont est issu Larxene.

#### Chirithy
Les Chirithy sont des créatures apparaissant dans Kingdom Hearts: χ [chi]. Ce sont des Avale-Rêves anthropomorphes, ayant l'apparence d'un chat. Chargés d'accompagner les différents porteurs de la Keyblade au cours de leurs aventures, les Chirithy ont également pour but de les aider, de les conseiller, et de les tester.
Plusieurs Chirithy ont été croisés au cours du jeu, mais le plus important reste celui du Joueur. La relation entre les deux devient tellement forte, qu'ils finissent par se considérer plus comme des amis que comme des partenaires.

## Personnages de Disney / Pixar

### Roi Mickey Mouse
Le Roi Mickey Mouse est l'un des personnages principaux dans la série Kingdom Hearts, ainsi que l'un des plus puissants. Souverain du Château Disney et compagnon de la Reine Minnie, il voyage de monde en monde en combattant les Ténèbres durant les événements de la série. Malgré son statut de maître de la Keyblade du Domaine des Ténèbres, il choisit de vivre dans la Lumière.
Dans le premier opus de la série, Mickey n'apparaît qu'une seule fois à la fin, mais son rôle devient beaucoup plus récurrent et important dans les autres épisodes de la série où il fait de plus en plus d'apparitions, apparaissant finalement dans l'intégralité des épisodes de la série. Kingdom Hearts: Birth by Sleep raconte le début de ses aventures et marque la première fois où il devient un allié dans les combats.
Le Roi Mickey est le premier à réaliser la menace qui entoure les mondes. Étant parti la combattre, il est la raison du départ de Donald et Dingo, ses loyaux sujets et amis, ainsi que de leur rencontre avec Sora, l'élu de la Keyblade.

### Donald Duck
Donald Duck est un des personnages principaux de la série Kingdom Hearts. Il est le magicien de la Cour Royale, au service du Roi Mickey. Il vit au Château Disney avec Dingo et d'autres sujets. Colérique, il n'en sait pas moins utiliser la magie. Lorsque le roi a disparu, il est parti en quête, avec Dingo, d'une mystérieuse « clé ». Ils rencontrèrent Sora et comprirent qu'ils devaient l'accompagner pour retrouver leur roi. Au début du jeu, Donald considérait Sora uniquement comme un moyen pour retrouver le roi, mais avec le temps, il le considéra comme son ami.

### Maléfique
Maléfique est une sorcière cruelle et calculatrice, et aussi l’une des antagonistes les plus puissantes dans la série Kingdom Hearts. Son rôle est très actif : elle est la fauteuse de troubles dans presque tous les mondes, et pas seulement dans son monde d’origine.

### Pat Hibulaire
Ex-capitaine du bateau à vapeur, Pat Hibulaire est le bras droit de Maléfique et commandant des Sans-cœur. Il y a longtemps, Pat vécut au Château Disney, mais fut banni par la Reine Minnie dans une autre dimension pour avoir tiré pas mal d'ennuis. Toutefois, il fut libéré par Maléfique.
Apparaissant pour la première fois dans Kingdom Hearts II, Pat est le seul allié de Maléfique, commandant de Sans-cœur, et est, durant un bon moment, le principal ennemi de Sora. Il passe en effet son temps à mettre des bâtons sur les roues de ce dernier et de ses acolytes, ils vont d’ailleurs le combattre à plusieurs reprises. C’est sans aucun doute un des personnages les plus amusants à voir tellement il est maladroit et drôle malgré lui.
Kingdom Hearts: 358/2 Days raconte le voyage de Pat avant d'avoir rencontré Sora. Durant le jeu, Pat ne peut être combattu qu'une seule fois. Son rôle est moins important que dans le deuxième opus, mais permet de le voir dans d'autres mondes.
Dans Kingdom Hearts: coded, Pat est avec Maléfique, le seul antagoniste non digital. Il apparaît pour l'instant dans les épisodes 4, 5 et 6 où il tient le rôle d'obstacle dans la quête du Roi. Dans ce jeu, Pat est combattu une fois et lui et Maléfique sont souvent ensemble.

Pat apparaît dans son monde d'origine, le Château Disney, ou plus précisément Disneyville, dans Kingdom Hearts: Birth by Sleep. Il prend la forme de ses deux alter-egos, le Capitaine Justice et le Capitaine Dark et cherche a s’emparer du Prix du Million de Rêves. Il fut ensuite banni par la Reine Minnie, à la suite de son comportement lorsqu'il appris qu'il n'avait pas gagné le Prix du Million de Rêves, et fut recruté par Maléfique.

### Maître Yen Sid
Maître Yen Sid est un sorcier avec une haute maîtrise de la magie, vivant dans une mystérieuse tour.

Possédant un chapeau magique capable de donner d'innombrables pouvoirs, Yen Sid fut à une époque maître de la Keyblade, au même titre que Maître Eraqus et Maître Xehanort, mais abandonna cette charge pour des raisons obscures. Toutefois, il continue de veiller sur les mondes, et a entraîné le Roi Mickey.

### Princesses de Cœur
Les 7 Princesses de cœur sont des demoiselles n'ayant aucune trace de Ténèbres dans leurs cœurs, apparaissant pour la première fois dans Kingdom Hearts. Ensemble, elles ont le pouvoir de déverrouiller la Porte des Ténèbres. De par leur manque de Ténèbres, les Princesses de cœur ne deviennent pas des Sans-cœur en perdant leurs cœurs.
- Aurore, prénommée également Rose, est l'une des sept jeunes filles au cœur pur, indispensables pour faire apparaître la Serrure des Ténèbres. Fille du Roi Stéphane, elle reçut la beauté et une voix magnifique de la part de Flora et Pâquerette le jour de son baptême. Mais la malédiction de Maléfique contraint les Trois Bonnes Fées à la cacher dans les bois et l'élever comme une paysanne.
- Cendrillon est la fille d'un homme riche, mais après sa mort, elle dut devenir la servante de sa belle-mère : Lady Tremaine, et vivre au grenier. Malgré tout, elle ne cessa pas de croire en ses rêves, et prit soin des souris vivants dans la maison. C'est l'une des sept Princesses de cœur.
- "Lèvres rouges comme la rose, cheveux noirs comme l'ébène, teint blanc comme la neige", Blanche-Neige est l'une des Princesses de cœur requises pour compléter la dernière Serrure menant au cœur de tous les mondes, Kingdom Hearts. C'est une princesse à l'esprit curieux et organisateur, mais après que son père soit mort, la jeune fille devint la servante de la Reine sa belle mère : une femme cruelle et égoïste.
- Belle est une jeune fille qui se fit emprisonner par la Bête, afin de sauver son père. Elle a su voir en la Bête le plus important, la beauté du cœur sous les griffes et la fourrure. Belle fait partie des sept princesses de cœur. Il n'est donc pas surprenant que les Sans-cœur l'aient kidnappée. Mais c'était sans compter l'héroïsme de la Bête et de Sora pour la sauver.
- Alice est une Princesse de cœur. Cette jeune fille est très curieuse. Elle déteste écouter les cours de sa sœur, et préfère jouer avec son chat, jusqu'à ce qu'elle tombe dans un terrier de lapin. Elle est à l'origine de la création du Pays des Merveilles.
- Jasmine n'est pas simplement la fille du Sultan d'Agrabah, elle est l'une des sept princesses qui seules peuvent ouvrir la porte du domaine des ténèbres. Elle et Aladdin sont amoureux l'un de l'autre.

Dans Kingdom Hearts III, on apprend que les Princesses de cœur avaient accomplies leur mission de protection de la lumière pure. Les pouvoirs de six des sept princesses ont alors été transmis à un nouveaux groupe de six cœurs purs de lumière, afin qu'il reprenne le flambeau et poursuive la mission des Princesses d'origine. La septième princesse - Kairi - a pu conserver ses pouvoirs, pour des raisons inconnues, lui permettant ainsi de devenir le septième cœur complétant ce nouveau groupe.
Recherchées par la Vraie Organisation XIII afin de les utiliser pour forger la χ-blade, cette mission sera interrompue lorsque Ventus et Aqua seront sauvés par Sora, complétant ainsi les 7 gardiens de la Lumière. En raison de cela, nous ne connaissons que 4 des 7 cœurs de Lumière.
- Raiponce, princesse de Corona enlevée et élevée dans une tour par Mère Gotel, Marluxia chargera cette dernière de garder Raiponce pour le cas où l'Organisation aurait besoin de 7 nouveaux cœurs, il demandera la même chose à Sora et changera Mère Gotel en Sans-cœur, lorsque les Ténèbres de cette dernière manquèrent de corrompre le cœur de Raiponce.
- Elsa, Reine d'Arendelle, surveillée par Larxene afin de voir si elle est un possible nouveau cœur de Lumière en raison du conflit qui règne dans son cœur. Après avoir sauvé sa sœur, l'Organisation confirmera qu'elle est bien un des nouveaux cœurs de Lumière.
- Anna, sœur d'Elsa. Après avoir été sauvée par sa sœur, Larxene sera surpris qu'il n'y ait pas un mais deux cœurs de Lumière dans ce monde, confirmant d'Anna est l'un des nouveaux cœurs de Lumière.

Malgré la dénomination neutre et sans genre du groupe, Nomura a confirmé que les Sept nouveaux cœurs étaient tous des personnages féminins.

### Alliés

#### Tarzan
Tarzan est un bel homme sauvage, très musclé et très agile. Il vit dans la jungle en compagnie de sa famille gorille, mais il aime bien rendre visite aux humains.

#### Aladdin
Aladdin est un jeune homme courageux vivant à Agrabah. C'est le gamin des rues débrouillard au grand cœur et qui a l'intention de faire quelque chose de sa vie. Avec Abu, son vieux copain de singe, ils sont toujours en train de filer entre les pattes des gardes du palais. Mais c'est après avoir rencontré Jasmine et le Génie que l'aventure démarre pour de bon.

#### Ariel
Ariel est la plus jeune fille du puissant Roi Triton, et la sœur d'Attina et d'Andrina. Son père tient tellement à elle qu'il la protège un peu trop et ordonne à Sébastien de la surveiller. Amie du gentil petit poisson Polochon, elle reste d'une nature curieuse et rêve un jour découvrir d'autres mondes en dehors d'Atlantica. Elle est déchirée entre deux mondes : la Terre et la Mer.

#### Jack Skellington
Surnommé le Roi des Citrouilles et l'Épouvantail, Jack Skellington règne en macabre maître de cérémonie sur la fête d'Halloween, qu'il prépare chaque année depuis la cauchemardesque Ville d'Halloween. Aimant faire peur aux gens, mais n'étant pas pour autant un mauvais bougre, il est prêt à tout pour aider son prochain, même s'il arrive souvent que tout ne se déroule pas selon ses plans, comme lorsqu'il voulut faire danser des Sans-cœur pour Halloween ou quand il voulut prendre la place du Père Noël, qu'il appelle à tort Perce-Oreille.

#### Peter Pan
Peter Pan a jadis était amené au Pays Imaginaire par la Fée Clochette. Depuis, ce garçon a cessé de grandir, et vit avec les Garçons Perdus qui sont sous sa tutelle. Il combat l'infâme Capitaine Crochet et sa horde de pirates.

#### La Bête
La Bête est un ancien prince métamorphosé en monstre pour sa cruauté. Amoureux de Belle, il essaie de changer en dépit de sa nature. L'apparence extérieure est superficielle. Ce qui tombe bien quand on est comme lui pourvu de dents acérées, de cornes et couvert de poils. C'est un allié précieux, du moment que vous ne touchez pas la mystérieuse rose qu'il conserve sous une cloche de verre.

#### Mulan
Fa Mulan est une jeune fille vivant à la Terre des Dragons. Résolue à honorer sa famille, Mulan se coupa les cheveux, vola l’armure de son père et se fit passer pour un soldat nommé Ping pour s’enrôler dans l’Armée Impériale.

#### Jack Sparrow
Comme tout pirate, il est attiré par les trésors, mais au fond, Jack Sparrow est un valeureux pirate, respectant le code des pirates coûte que coûte. Il se bat avant tout pour ses convictions mais également pour ce qu’il pense juste.

#### Simba
Simba est l'héritier légitime de la Terre des Lions. Ce jeune lion courageux a fui son territoire après que son père ait été tué par Scar. Il aurait péri sans l'amitié d'un improbable duo, Timon et Pumbaa. Ils lui ont appris à survivre jusqu'au moment de son retour et de reprendre sa place légitime sur le trône.

#### Tron
Tron est un programme de sécurité essayant d'empêcher Sark et le Maître Contrôle Principal de détruire la Forteresse Oubliée avec des légions de Sans-cœur. Il est une copie du Tron original, puisque Ansem le Sage a recréé et modifié le système d'origine pour le Jardin Radieux. Il est tout de même capable d'exprimer des émotions, mais il s'est fait emprisonner par le MCP.

#### Hercule
Hercule est un demi-dieu costaud qui n'a jamais cessé de combattre les hordes maléfiques d'Hadès.

#### Woody
Woody est un jouet cow-boy qui appartient à un jeune garçon appelé Andy. Avec Buzz l'Éclair, Woody s'allie à Sora, Donald et Dingo pour retrouver ses amis disparus.

#### Buzz l'Éclair
Buzz l'Éclair est un jouet ranger de l'espace qui appartient à un jeune garçon appelé Andy. Avec Woody, Buzz s'allie à Sora, Donald et Dingo pour retrouver ses amis disparus.

#### Sulli
Jacques Sullivan, dit Sulli, est un monstre "terreur d'élite", qui est aussi le meilleur ami de Bob Razowski.

#### Bob Razowski
Bob Razowski est un cyclope vert de petite taille, qui est aussi le meilleur ami de Sulli.

#### Raiponce
Raiponce est une jeune princesse aux longs cheveux blonds, qui a été enfermée dans une tour pendant toute son enfance.

#### Flynn Rider
Flynn Rider, de son vrai nom Eugene Fitzherbert, est un voleur notoire, qui se retrouve forcé à aider Raiponce.

#### Guimauve
Guimauve est un immense bonhomme de neige qu'Elsa a créé en se servant de sa magie. Il est le garde du corps de son palais de glace, et la protège de toute menace extérieure.

#### Baymax
Baymax est un robot assistant de santé personnel, qui s'est sacrifié afin de pouvoir sauver la vie de ses amis. Cependant, il a pu survivre grâce au transfert de sa puce dans un nouveau corps. Son ancien corps, consumé par les Ténèbres, est devenu un être maléfique à part entière.

### Invocations
Les Invocations permettent à Sora d'invoquer des partenaires au combat qui l'avantageront de différentes manières.
- Même après avoir passé dix mille ans coincé dans une lampe, le Génie n'éprouve pas une once d'amertume. En fait, il est trop content d'être sorti et accorde trois vœux à Aladdin. Son pouvoir magique aiguise également l'appétit de Jafar pour mener à bien ses plans maléfiques. Cela ne risque pas d'arriver, car, Aladdin n'étant pas égoïste, a rendu la liberté au Génie grâce à son troisième vœu.
- Bambi est un jeune faon, mais aussi une invocation dans le premier opus de la série.
- Mignon et attachant, Dumbo est un jeune éléphanteau, fils de Madame Jumbo.
- Clochette est une petite fée muette vivant au Pays Imaginaire avec son meilleur ami, Peter Pan, qu'elle accompagne toujours. Sa poussière magique peut être utilisée pour faire voler la personne qui en est aspergée.
- Mushu est un petit dragon qui est drôle et féroce mais un peu inoffensif. Cela n'a pas toujours été le cas pour ce cracheur de feu écarlate. Cet ancien protecteur de la famille Fa s'est mis dans de sales draps une fois de trop et le voilà maintenant sonneur de gong. Il essaye de retrouver son rang en aidant Mulan dans sa quête.
- Mercenaire taciturne et grand combattant, Cloud Strife est un jeune homme courageux et déterminé, mais prêt à tout pour retrouver son ennemi juré : Séphiroth.
- Chicken Little est un petit poulet, jugé comme très courageux parmi ses amis.
- Stitch, alias Expérience 626, est un extraterrestre, création du Dr. Jumba Jookiba. Jugé trop dangereux, il réussit dans le film à s'échapper sur Terre, où il rencontra une jeune fille dénommé Lilo, qui lui apprit le vrai sens du mot "Ohana". Stitch est quasiment parfait !

## Personnages de Square Enix

### Personnages issus de Final Fantasy

#### Tidus
Tidus, à l'origine héros jovial de Final Fantasy X, apparaît ici rajeuni. Il est l'un des amis d'enfance de Sora et un habitant des Îles du Destin. Il forme un trio avec Wakka et Selphie, ses deux meilleurs amis.

#### Wakka
Wakka, capitaine de l'équipe de Blitzball des Besaid Aurochs dans son jeu d'origine, est le meilleur ami de Tidus, mais aussi un résident des Îles du Destin, jouant souvent au ballon sur la petite île.

#### Selphie
Selphie est une jeune fille vivant sur les Îles du Destin. Elle est très romantique et adore vivre sur son île. Ses meilleurs amis sont Tidus et Wakka.

#### Léon
Léon, de son vrai nom Squall Leonhart, est le leader du Comité de Restauration de la Forteresse Oubliée. Il changea de nom après la destruction du Jardin Radieux par les Sans-cœur, culpabilisant de ne pas avoir pu protéger son monde d'origine, et espérant se racheter. C'est un puissant combattant qui maîtrise la Gunblade.

#### Aerith Gainsborough
Aerith est un personnage apparaissant dans Kingdom Hearts, Kingdom Hearts: Chain of Memories et Kingdom Hearts II. Après que son monde d'origine eut été attaqué, Aerith s'enfuit vers la Ville de Traverse avec Léon et Youfie. Dans Kingdom Hearts II, elle retourna vivre à la Forteresse Oubliée.

#### Youfie Kisaragi
Depuis que son monde d'origine a été détruit, Youfie voyage avec Léon, appelant celui-ci par son véritable prénom, Squall. Pleine de vie, elle est toujours prête à donner un coup de main, surtout lorsqu'il est question de se battre.

#### Cid Highwind
Originaire du Jardin Radieux, Cid est un mécanicien, joaillier et expert en informatique. Ayant survécu à l'invasion des Sans-cœur dans son monde, il se réfugia à la Ville de Traverse, où il entreprit le travail de joaillier.

#### Séphiroth
Originaire de Final Fantasy VII, dont il est l'antagoniste principal, Séphiroth est un guerrier de légende d'une puissance incommensurable. Armé de sa fidèle Masamune, un katana d'une longueur peu commune, il est la Némésis de Cloud, et le boss secret ultime de Kingdom Hearts et Kingdom Hearts II.

#### Mogs
Les Mogs sont de petite créatures pelucheuses reconnaissables à leur ailes, leur nez proéminent et leur caractéristique pompon. Terminant toutes leurs phrases par "kupo", ils sont connus pour leur talent dans la création d'objets, et l'appliquent dans les jeux en permettant à Sorad'obtenir de nouveaux artefacts, par synthèse, à partir d'ingrédients particuliers. Il est de tradition dans la série que la Keyblade la plus puissante soit créée par les Mogs.

#### Seifer Almasy
Seifer s'est nommé lui-même à la tête du "Comité Disciplinaire de la Cité du Crépuscule" ; un groupuscule qu'il gère avec autorité et fierté. Seifer est le meilleur pour conserver la ville à un niveau de vie convenable, mais certains n'apprécient pas son autorité, en particulier le groupe de Hayner et Roxas. Ses hommes de main, Fuu et Raine sont jamais bien loin. Il est toujours prompt à défier quiconque voudra se mesurer à lui. Pour Seifer, il n'y a aucun doute ! C'est lui le plus fort et il n'hésite pas à le faire savoir !

#### Raijin
Rai est un "ami" de Seifer. Il a souvent tendance à s'emballer, sa franchise lui porte préjudice car il a souvent tendance à parler avant de réfléchir...

#### Fuujin
Une "amie" de Seifer, Fuu ne parle pas beaucoup et est plutôt réservée. Elle a une confiance totale en Seifer et pour elle, sa seule raison d'être est de l'aider. Sous ses airs calmes, on sent tout de même un moral d'acier et un caractère volontaire.

#### Vivi
Vivi est un garçon vivant à la Cité du Crépuscule. Il n'est pas un homme de main de Seifer, mais il apprécie ce dernier et admire sa force. Il est assez renfermé et ne parle que lorsque c'est vraiment nécessaire. Et lorsqu'il a besoin de se défendre ou de montrer qu'il n'est pas un débutant à la lutte, il est prompt à faire "feu" par la magie !

#### Setzer
C'est un joueur venant de loin qui est prêt à relever n'importe quel jeu ou défi. Il laisse la chance guider sa route. Setzer est le champion de lutte (les tournois de Struggle), et s'attend à être poursuivi par une armée de fans. Il est fort, a du charisme et une classe folle. Son seul défaut... c'est de le savoir ! Car il en fait toujours un peu trop !

#### Auron
Envoyé aux Enfers après sa quête, Auron se trouve depuis dans les souterrains du Colisée de l’Olympe, soit aux Enfers.

#### Tifa Lockhart
Tifa est un personnage apparaissant dans Kingdom Hearts II. Combattante hors pair, elle est arrivée à la Forteresse Oubliée afin de retrouver son ami Cloud.

#### Albatros
Le groupe des Albatros est composé de Yuna, Rikku, et Paine. Ce sont trois fées chasseuses de trésors, servant au départ Maléfique afin d'espionner le trio à la Forteresse Oubliée.

#### Zack Fair
Zack est un jeune garçon, rêvant de devenir un vrai héros. Dynamique et hyperactif, il est déterminé à réaliser son rêve. Pour cela, Zack s'est rendu au Colisée de l'Olympe, où il espère devenir l'élève de Phil, l'entraîneur des héros.

### Personnages issus de The World Ends with You

#### Neku Sakuraba
Neku est un personnage qui fait son apparition dans Kingdom Hearts 3D: Dream Drop Distance. En référence à son jeu d'origine, il est pris dans le Jeu des Faucheurs, épreuve de vie ou de mort l'obligeant à remplir un objectif dans un temps imparti, représenté par un compte à rebours sur la paume de sa main.

#### Shiki Misaki
Shiki est un personnage qui apparaît dans Kingdom Hearts 3D: Dream Drop Distance. Se baladant toujours avec sa peluche, Mr. Mew, la jeune fille a le don de se mettre des situations compliquées. Elle n'en reste pas moins dynamique, et déterminée à retrouver son ami, Neku Sakuraba.

#### Raimu Bitō
Rhyme est un personnage apparaissant dans Kingdom Hearts 3D: Dream Drop Distance. Jeune sœur amnésique de Beat, il s'avère qu'elle possède des pouvoirs très puissants liés à ses rêves. Seul Joshua semble s'être rendu compte du talent de Rhyme.

#### Daisukenojo Bitō
Beat est un personnage apparaissant dans Kingdom Hearts 3D: Dream Drop Distance. De nature renfermée à première vue, il s'avère que Beat est en réalité un garçon au cœur tendre, qui fait tout afin de retrouver et de protéger sa jeune sœur, Rhyme.

#### Yoshiya Kiryū
Joshua est un personnage apparaissant dans Kingdom Hearts 3D: Dream Drop Distance. Très mystérieux et solitaire comparé au reste de son groupe, Joshua possède en réalité la capacité de passer d'une "version" à l'autre de la Ville de Traverse. Par ailleurs, il semble vouloir aider Sora et Riku dans leur quête.

## Marchandise
Les personnages de la série Kingdom Hearts ont eu divers types de marchandises modélisées à leur ressemblance. Square Enix a publié une collection de figurines de Formation Arts qui présentent plusieurs des personnages principaux du premier jeu. Une série de figurines d'action Play Arts a également été publiée. D'autres marchandises comprennent des bijoux et des porte-clés inspirés des vêtements et des accessoires de personnages. Les personnages figurent également sur des affiches, des fonds d'écran et des cartes à échanger faisant partie d'un jeu de cartes à collectionner.

## Réception
Dans l’ensemble, les personnages de la série Kingdom Hearts ont été bien accueillis et ont reçu des éloges pour la qualité de leurs voix et de leur style visuel. IGN, GameSpy et Game Informer ont tous salué la qualité de l'animation des personnages. Les impressions de David Smith d'IGN sur les personnages étaient très positives, les qualifiant comme "attachants" et affirmant que "le jeu des personnages est grandement aidé par les expressions faciales et le corps". La conception des personnages créés spécialement pour Kingdom Hearts a été considérée comme le clou du premier jeu, affirmant que "la majorité de ses meilleurs moments visuels sont basés sur des conceptions originales". Une plainte qu'il a exprimée était "le peu de tricherie avec la synchronisation labiale, où les traits texturés du visage sont substitués à l'animation 3D complète". GameSpy a déclaré que les personnages Disney "glissaient parfaitement dans le style visuel de Square Enix" et complétait les personnages réalistes de Pirates des Caraïbes, les décrivant comme "d'une précision remarquable".
GameSpot a commenté le premier jeu créé un "monde fascinant" en utilisant les personnages de Disney et Final Fantasy. GameSpy a déclaré que l'inclusion des personnages de Disney et Square Enix avait été bien gérée. Le personnage principal Sora a également reçu des commentaires de la presse. En janvier 2007, Game Informer a classé Sora au 4e rang mondial des jeux vidéo, citant les parties du jeu chantées par Atlantica. IGN l'a listé comme un personnage possible dans Super Smash Bros. Brawl ; bien qu'il n'ait pas été choisi comme "choix du lecteur".
GameSpy a fait l'éloge de la voix et de la voix dans les premier et troisième jeux. G4TV a décerné à Kingdom Hearts II la "Meilleure voix off" dans le cadre des G-phoria Awards 2006. Game Informer a félicité le doublage du troisième jeu, en particulier les performances de Haley Joel Osment, Christopher Lee et James Woods. Ils ont également déclaré que le talent vocal "brille à tous les niveaux". La réception vers la voix qui joue dans Kingdom Hearts Birth by Sleep est toutefois mitigée, les éloges étant dirigés sur les interprétations de Jesse McCartney, Mark Hamill et Leonard Nimoy, tandis que les interprétations de Willa Holland et de Jason Dohring suscitent des réactions plus mitigées, GameSpot faisant référence. à la performance de Dohring comme "abyssal".